# ウルホ・ペルトネン
ウルホ・ペルトネン (Urho Pellervo Peltonen、1893年1月15日 - 1951年1月7日)は、フィンランドの陸上競技選手。やり投の選手として1912年ストックホルムオリンピックに出場。この大会だけ行われた左右の両手で投てきを行うやり投で、合計100.24mを投げ、ユーホ・サーリスト(Juho Saaristo) 、ヴェイネ・シーカニエミ(Väinö Siikaniemi)に次いで銅メダルを獲得。この種目はフィンランド勢がメダルを独占した。
1920年アントワープオリンピックでは、63.605mで、 ヨニ・ミューラ(Jonni Myyrä)次いで銀メダルを獲得した。この種目でもフィンランドによるメダル独占を果たした。
また、ペルトネンは1924年パリオリンピックにも出場しているが、7位という結果に終わっている。